# 메이지촌 (아이치현 호이군)
메이지촌(明子村)은 아이치현 호이군에 설치되었던 촌이다. 현재의 도요카와시에 해당한다.